# Samantha Logic
Samantha Rae Logic (Racine, 22 ottobre 1992) è una cestista statunitense, professionista nella WNBA.

## Carriera
È stata selezionata dalle Atlanta Dream al primo giro del Draft WNBA 2015 (10ª scelta assoluta).